# Stade Trarza
Stade Trarza – stadion piłkarski w mieście Rosso, w Mauretanii. Swoje mecze rozgrywają na nim drużyny piłkarskie ASC Trarza, Legwareb Trarza i FC Trarza. Stadion może pomieścić 1 000 widzów.